# Springvale (Victoria)
Pour les articles homonymes, voir Springvale.
Springvale est une banlieue de Melbourne, dans l'État de Victoria, en Australie.
Sa population était de 22 174 habitants en 2021.